# 존 오스틴
존 오스틴(John Austin, 1790년~1859년)은 영국의 법학자로서 런던대학의 법철학 강의의 최초 담당자이다.
성숙한 법체계에 공통으로 포함된 일반적 개념·형식을 체계적으로 논구한 최초의 영국인이며, 로마법과 비하면서 영국법에 이론적 구성과 정밀한 분석을 가한 최초의 사람이다. 그는 분석과정에서 "법은 주권자의 명령이다."라고 한 논제를 세워서 법과 도덕을 엄밀히 구별하고 "주권자는 법에 구속되지 아니한다."라는 논제로서 의회주권의 기초(基礎)를 이룩했다.